# Алексеев, Александр Юрьевич
Алекса́ндр Ю́рьевич Алексе́ев (род. 20 августа 1946) — российский дипломат. Чрезвычайный и полномочный посол (1996).

## Биография
Окончил Московский государственный институт международных отношений (МГИМО) МИД СССР в 1969 году. Владеет английским и хинди языками. Основную часть карьеры специализировался на южноазиатском направлении. . Заслуженный работник дипломатической службы Российской Федерации (2006). На дипломатической работе с 1969 года.
- В 1992—1993 годах — начальник Управления Южной Азии Департамента Западной и Южной Азии МИД России.
- С 29 апреля 1993 по 18 сентября 1998 года — чрезвычайный и полномочный посол Российской Федерации в Пакистане[1][2].
- В 1998—2001 годах — директор Третьего департамента Азии МИД России, член Коллегии МИД России.
- В 2001—2004 годах — постоянный представитель Российской Федерации при ОБСЕ[3][4].
- В 2004—2007 годах — заместитель министра иностранных дел России. Отвечал за отношения со странами Южной, Юго-Восточной и Восточной Азии. Участвовал в переговорах по северокорейской и иранской ядерным проблемам[5][6].
- С 3 января 2007 по 1 октября 2015 года — постоянный представитель России при Совете Европы в Страсбурге[7][8].

## Дипломатический ранг
- Чрезвычайный и полномочный посланник 1 класса (22 апреля 1992)[9]
- Чрезвычайный и полномочный посол (30 августа 1996)[10].

## Награды
- Орден Почёта (4 марта 1998) — За большой вклад в проведение внешнеполитического курса России и многолетнюю добросовестную работу[11].
- Заслуженный работник дипломатической службы Российской Федерации (3 октября 2006) — За заслуги в реализации внешнеполитического курса Российской Федерации и многолетнюю дипломатическую службу[12].
- Орден Дружбы (26 апреля 2013) — за активное участие в реализации в рамках Совета Европы предложений Российской Федерации по определению принципов деятельности прокуроров вне системы уголовного правосудия[13].

## Семья
Женат, имеет дочь.